# Мамедли, Шураддин Бахаддин оглы
Шураддин Мамедли (азерб. Şurəddin Məmmədli; род. 28 февраля 1956, Цуртави, Болнисский район) — грузинский  учёный азербайджанского происхождения, член Национальной академии наук Грузии (2002); доктор филологических наук (2004 г.); профессор, литературный критик, учёный, журналист, поэт, член Союза писателей Азербайджана, член Союза любителей Азербайджана, член группы азербайджанских писателей Дома писателей Грузии, член Федерации журналистов Грузии.

## Биография
Родился 28 февраля 1956 года в Цуртави.
В 1973 году поступил на азербайджанское отделение Тбилисского государственного педагогического института имени А.С.Пушкина и в 1978 году с отличием окончил филологический факультет.

## Деятельность
Известен как ученый, исследующий регион Борчалы, и как автор ряда важных исследовательских работ о прошлом этого древнего края, а также истории, этнографии, культурно-социально-экономической жизни азербайджанцев Грузии.
Будучи писателем, Шураддин Мамедли широко освещал факты о связи таких дастанов тюркского мира, как «Деде Горгуд», «Кероглу», Ашик-Гариб с Грузией, с фольклором азербайджанцев Грузии, приводит интересные сведения о десятках азербайджанских поэтов, проживавших в Грузии в XVI—XX веках и вдохновенно воспевавших эту землю, дружбу грузин и азербайджанцев, которая крепче стали, и об их произведениях. Ученый напоминает, что один из них, в частности автор многих стихотворений и дастана «Шахрияр» Мухаммед Садиг Ядигяроглу, был визирем Ираклия II, возглавлявшего отважных всадников во время нападения Ага Мухаммед Шаха Каджара на Тбилиси.

## Награды
- Орден Чести (Грузия) (2002 год) за заслуги в развитии научных и литературных связей между Грузией и Азербайджаном.
- «Золотое перо» (2004 год) за достижения в научной деятельности.
- «Борчали» (2004 год) за заслуги в исследовании литературы и истории азербайджанцев Грузии.

## Ссылка
- Borçalıda tarixi məzarlıq məhv olmaqdadır (азерб.). lent.az (3 мая 2014). Дата обращения: 26 марта 2016. Архивировано из оригинала 26 марта 2016 года.